# Мальерб, Дидье
Дидье Мальерб (родился 22 января 1943 года в Париже) — французский музыкант, занимающийся джазом, рок и этнической музыкой, известный как участник групп Gong и Hadouk (Hadouk Trio), многих других проектов, поэт.
Его первым инструментом был саксофон, но он также играет на флейтах, кларнете, окарине, лаосской Кхен, Бау флейте, Хулуси и многих других духовых инструментах, клавишных. С 1995 года он предпочитает дудук.

## До Гонга (1960-69)
Дидье Мальерб начал играть на саксофоне в 13 лет после того, как услышал «Bloomdido» Чарли Паркера — название композиции, которое он позже принял в качестве своего прозвища. После двух лет формального обучения игре на саксофоне он начал участвовать в джем-сейшнах в различных парижских джаз-клубах вместе с такими музыкантами, как Алби Куллаз, Эдди Луис, Жак Толло. Затем он ушел от джаза. «Я был озадачен бибопом из-за множества правил. Затем пришел фри-джаз, который избавил меня от всех правил… Я решил, что лучше поищу в другом месте».
В 1962 году, после прослушивания первого альбома Рави Шанкара, он отправился в Индию, где открыл для себя бамбуковую флейту и научился играть на бансури, индийской бамбуковой флейте. Вернувшись в Париж, он брал уроки классической флейты, изучая древние языки в университете Сорбонны. В 1964-65 он путешествовал по Марокко, жил в общине в Танжере, играл с другими хиппи-музыкантами, такими как гитарист Дэйви Грэм и впитывал элементы арабской музыки.
В 1966 году он появился в саундтреке к фильму Chappaqua, приписанному Рави Шанкару, и впервые баловался рок-музыкой, наэлектризовав свой саксофон, когда он появился в составе группы Les Rollsticks в удачной рок-комедии Марка’О Les Idoles. Это был такой успех, что в 1968 году по нему сняли художественный фильм.
Летом 1968 года Мальерб уехал на Майорку, на Балеарские острова, где нашел приют у писателя Роберта Грейвза. Там он работал над улучшением своей игры на флейте и проводил время с Кевином Эйерсом и Дэвидом Алленом, двумя бывшими участниками Soft Machine, выступление которых на фестивале Fenêtre Rose в конце 1967 года он позже назвал «запускающим событием».
В 1969 году, вернувшись в Париж, он присоединился к трио рага-блюз-фолк Morning Calm и играл в стиле фри-джаз с американским пианистом Бертоном Грином, появившись на его альбоме, записанном для лейбла BYG. Тот же самый лейбл выпустил Magick Brother (1969), первый альбом Gong, на котором Мальерб появился вместе с музыкантами различных направлений.

## Годы Гонга (1969-77)
Гонг стал настоящей группой для выступления на фестивале Amougies в октябре 1969 года. Мальерб получил сценическое имя Bloomdido Bad De Grasse от Дэвида Аллена, сочетание названия стандарта Чарли Паркера и грубого английского перевода его фамилии.
Альбомы Camembert Electrique (1971) и Continental Circus (1972, саундтрек к одноимённому фильму Жерома Лаперруза) сделали Гонга, наряду с Магмой и другими, ключевыми игроками на французской андеграундной сцене начала 1970-х, первопроходцами MJC (молодежь). клубы) кругооборот. Блумдидо, верная правая рука Аллена, стойко пережил бесчисленные изменения в составе группы, даже оставаясь там после того, как сам Аллен ушел в 1975 году после трилогии Radio Gnome Invisible, выпущенной тогда ещё молодым лейблом Virgin: Flying Teapot и Angel's Egg (1973).), You (1974). Мальерб добился уникального звучания, добавив электронных эффектов к звучанию своих инструментов, и привнес в группу множество мелодических идей, «которые я бесплатно раздал в духе общности. Это одна из черт моего характера и моей музыки: я спонтанный парень, импровизатор».

После ухода в 1975 году Аллена, а затем Стива Хилладжа, Гонг перешел к более джаз-фьюжн стилистике под влиянием Weather Report, а Мальерб добавил нотку этнической музыки, примером которой является «Bambooji» из альбома Shamal (1976), ранний указатель на его более позднюю работу в качестве сольного исполнителя. Последний состав с перкуссией и Алланом Холдсвортом на гитаре записал Gazeuse! (1977).
«Он всегда был и остается лучшим музыкантом, которого когда-либо имел Гонг. Он настоящий виртуоз, но до такой степени, что он никогда этого не показывает» — Дэвид Аллен (1977) 

## Bloom (1977-81) и Faton Bloom (1982-87)
В 1977 году Дидье Малерб сформировал группу Bloom, которая играла «джаз-рок, но выступала индивидуально, со странными ритмами, некоторыми фанковыми идеями и сумасшедшими текстами». Они записали одноимённый альбом в 1978 году, группа регулярно гастролировала по Франции. В 1981 году его заменили более камерные составы: Duo du Bas с Яном Эмериком Вагом и Duo Ad lib с Жаном-Филиппом Рикелем.
В 1978 году Дидье сыграла в трех песнях на альбоме Джилли Смит Charly Records «Mother», также появилась на её LP «Fairy Tales» под названием группы «Mother Gong» с гитаристом Гарри Уильямсоном — после разрыва Смит с основателем Gong и давним другом и соратником Дидье, Дэвидом Алленом (умершим в 2015 году после борьбы с раком).
В 1980 году Дидье записал, пожалуй, свой первый сольный альбом «Bloom» с характерным для той эпохи джазовым фьюжн-звуком, но с отчетливо французским вокалом и причудливыми причудами.
В 1982 году Малерб начал сотрудничество с Фатоном Кахеном, бывшим пианистом из Magma и Zao, которое они логично назвали Faton-Bloom. В состав группы входили Реми Саррацин (бас), Эрик Бедуша (ударные) и Роджер Распай. Одноимённый альбом появился в 1986 году, сопровождавшийся обильными гастролями.
В этот период он также работал с певцом Жаком Хигелином на сцене (концертный альбом Casino de Paris в 1984 году) и в студии (альбом Ai в 1985 году). Он также играл на первом альбоме Equip’Out, группы, возглавляемой бывшим барабанщиком Gong Пипом Пайлом, и присоединился к Дэвиду Аллену в новом составе Gong, результатом которого стал альбом Shapeshifter (1992).

## Почва / Два (1990-98)
В 1990 году Дидье Мальерб выпустил свой первый настоящий сольный альбом Fetish, окруженный тысячами участников. Позже он назвал альбом «очень разрозненным». Он особенно экспериментировал с духовым синтезатором Yamaha WX7.
Затем он подписал контракт с лейблом Tangram, выпустив альбом Zeff в 1992 году, который имел большой коммерческий успех. Уникальный звук Zeff, гармонической изогнутой трубы из ПВХ, также украсил саундтрек Вангелиса к фильму Ридли Скотта « 1492: Христофор Колумб» и был показан на общественном телеканале France 3.
Затем последовал Fluvius (1994) с квартетом, в который вошли Лой Эрлих, Анри Агнель и Шьямал Майтра. В 1996 году родился «Hadouk» с Лоем Эрлихом, названным так в честь их любимых инструментов: гембри хаджудж (бас гнава Марокко) и дудук (дудук, армянский гобой с двойной тростью).
Также в течение 1990-х Малерб продолжал гастролировать с Classic Gong как по Европе, так и по США. Он окончательно покинул группу в 1999 году, но продолжал время от времени появляться в качестве приглашенной звезды, как на DVD Subterranea, так и на записях Zero To Infinity и 2032. Он также гастролировал и записывался с Brigitte Fontaine Cd Palaces и с акустическим гитаристом Пьером Бенсусаном Live на New Morning CD в 1997 году.

## Хадук Трио (1999—2012)
В 1999 году к дуэту Malherbe / Ehrlich присоединился американский перкуссионист Стив Шехан, вместе они выпустили альбом Shamanimal уже как Hadouk Trio. Благодаря отличному восприятию критиков, трио выступило на крупных фестивалях, таких как Nancy Jazz Pulsations. В 2001 году его мастерство игры на дудуке также привело к приглашению от Дживана Гаспаряна на международный фестиваль дудука в Армении, затем в Москве и Санкт-Петербурге.
В том же году он опубликовал сборник сонетов о тростниках L’Anche des Métamorphoses, который позже превратил в персональное шоу, сочетающее чтение стихов и музыкальные интермедии.
В 2003 году свет увидел второй диск Hadouk Trio, Now. Трио выступило на фестивале в Сан-Себастьяне в Jazz Sous Les Pommiers и выпустило два концертных документа, двойной CD Live à FIP (2004 г.) и DVD Live au Satellit Café (2005 г.), которые положили начало долгосрочному сотрудничеству с Naïve Records.
Выпуск третьего студийного компакт-диска трио Utopies (2006) совпал с появлением на Gong Unconvention в Амстердаме, фестивале, который достиг своего пика с воссоединением состава Gong 1970-х. Два концерта в парижском Cabaret Sauvage в мае 2007 года были записаны на концертном CD / DVD Baldamore. Несколько дней спустя Hadouk Trio получило награду «Лучшая группа года» на церемонии Victoires du Jazz.
Последний релиз трио, Air Hadouk, вышел в 2010 году. За ним последовали турне по Великобритании и Индии, а также выступление на Парижском джазовом фестивале. В 2013 году Naive переиздали первые 4 компакт-диска Hadouk Trio в виде бокс-сета, что совпало с концертом в легендарном зале Gaveau 2 февраля.
В 2010 году он сформировал дуэт с гитаристом Эриком Лёрером, выпустив в следующем году двойной диск Nuit d’Ombrelle, в котором смешаны джазовые стандарты на дудуке и импровизации, аранжированы как непрерывная сюита.
С 2012 года он играет с классическим пианистом Жаном-Франсуа Зигелем, появляется в его телепрограмме La Boîte à Musique [ fr ] на канале France 2 и выступает в живом трио с перкуссионистом Жоэлем Граром под названием A World Tour In 80 Minutes.

## Hadouk Quartet (2013—2020)
В мае 2013 года Малерб и Лой Эрлих открыли новую главу в саге о Хадуке по случаю резиденции в клубе Le Triton, на этот раз в квартете с Эриком Лёрером на гитаре и Жан-Люком Ди Фраем на ударных и вокале. Квартет выпустил свой дебютный компакт-диск Hadoukly Yours на лейбле Naïve Records. Он добавил два китайских духовых инструментов: Бау и ХУЛУСИ. В марте 2017 года на лейбле Naïve выходит новый компакт-диск «Le Cinquieme Fruit».
В феврале 2018 года вышла в свет вторая книга сонетов «Escapade en Facilie» издательством Le Castor Astral.
Октябрь 2018 года концерты на Тайване «Round about Duduk» в рамках фестиваля традиционного искусства ASIA-PACIFIC.

## Дискография

### Вместе с Gong
- 1970: Magick Brother (BYG)
- 1971: Camembert Electrique (BYG)
- 1971: Continental Circus (Phillips)
- 1972: Glastonbury Fayre 1971 (Revelation)
- 1973: Flying Teapot (BYG/Virgin)
- 1973: Angel's Egg (Virgin)
- 1974: You (Virgin)
- 1976: Shamal (Virgin)
- 1977: Gazeuse! (Virgin)
- 1977: Gong est mort, vive Gong (Tapioca/Celluloïd)
- 1977: Live Etc. (Virgin)
- 1990: Live au Bataclan 1973 (Mantra)
- 1990: Live at Sheffield 74 (Mantra)
- 1992: Shapeshifter (Mélodie/Celluloïd)
- 2000: Zero to Infinity (Snapper Music)
- 2009: 2032 (G-Wave)
- 2016: Rejoice! I'm Dead! (Madfish)

### Сольные альбомы и дуэты
- 1980: Bloom (EMI-Sonopresse, reissued by Voiceprint)
- 1986: Faton Bloom (with Faton Cahen) (Cryonic, reissued by Mantra)
- 1987: Saxo Folies (with Armand Frydman) (Koka Media)
- 1990: Fetish (Mantra)
- 1992: Zeff (Tangram)
- 1994: Fluvius (Tangram)
- 1995: Hadouk (with Loy Ehrlich) (Tangram)
- 1997: Live at New Morning (with Pierre Bensusan) (Acoustic Music)
- 2003: Windprints / L’Empreinte du Vent (Cezame)
- 2008: Carnets d’Asie et d’Ailleurs (with Loy Ehrlich) (Vox Terrae)
- 2011: Nuit d’Ombrelle with Éric Löhrer (Naïve Records)

### С Hadouk Trio (Didier Malherbe / Loy Ehrlich / Steve Shehan)
- 1999: Shamanimal (Mélodie rééd. Naïve Records)
- 2002: Now (Mélodie rééd. Naïve Records)
- 2004: Hadouk Trio Live à FIP (Mélodie/Abeille Musique)
- 2006: Utopies (Naïve Records)
- 2007: Baldamore (CD+DVD Live au Cabaret Sauvage) (Naïve Records)
- 2010: Air Hadouk (Naïve Records)
- 2013: Coffret Intégrale Hadouk Trio (Naïve Records)

### С Hadouk Quartet (Didier Malherbe / Loy Ehrlich / Eric Löhrer / Jean-Luc Di Faya)
- 2013: Hadoukly Yours (Naïve Records)
- 2017: «Le Cinquieme Fruit» (Naïve Records)

### Другие проекты
- 1969: Aquariana (Burton Greene) (BYG)
- 1971: Obsolete (Dashiell Hedayat) (Shandar, reissued by Mantra)
- 1972: Whatevershebringswesing (Kevin Ayers) (Harvest)
- 1974: Hatfield and the North (Hatfield and the North) (Virgin)
- 1974: To Keep from Crying (Comus) (Virgin)
- 1974: Vibrarock (Robert Wood) (Polydor)
- 1975: Clearlight Symphony (Clearlight) (Virgin)
- 1975: Fish Rising (Steve Hillage) (Virgin)
- 1978: Visions (Clearlight) (Polydor)
- 1979: Downwind (Pierre Moerlen’s Gong) (Arista)
- 1980: Live (Pierre Moerlen’s Gong) (Arista)
- 1981: Robot Woman 1 (Mother Gong) (Butt)
- 1981: Battle of the Birds (with Harry Williamson, Anthony Phillips and Gilli Smyth) (Ottersongs, reissued by Voiceprint)
- 1982: Solilaï (Pierre Bensusan) (RCA)
- 1982: Robot Woman 2 (Mother Gong) (Shanghai)
- 1982: N (Lili Drop) (Arabella)
- 1983: Casino de Paris (Jacques Higelin) (Pathé-Marconi)
- 1985: Aï (Jacques Higelin) (Pathé-Marconi)
- 1987: Pip Pyle’s Equip’Out (Pip Pyle’s Equip’Out) (52è Rue Est, reissued by Voiceprint)
- 1988: Orchestra V (Mimi Lorenzini) (Muséa)
- 1988: Tarka (Anthony Phillips & Harry Williamson) (PRT/Baillemont, reissued by Voiceprint)
- 1989: French Corazon (Brigitte Fontaine) (Midi)
- 1991: Urgent Meeting (Un Drame Musical Instantané) (GRRR)
- 1993: Live (Short Wave) (Gimini)
- 1993: Les Îles du Désert (Loy Ehrlich) (Tangram)
- 1994: R.S.V.P. (Richard Sinclair) (Sinclair Songs)
- 1994: Aux Héros de la Voltige (Jacques Higelin) (EMI)
- 1997: Les Palaces (Brigitte Fontaine) (Virgin)
- 1998: Seven Year Itch (Pip Pyle) (Voiceprint)
- 2000: Soup Songs Live — The Music of Robert Wyatt (Annie Whitehead — Soupsongs) (Voiceprint)
- 2001: Kekeland (Brigitte Fontaine) (Virgin)
- 2005: Folklores Imaginaires (Eric Séva) (Harmonia Mundi)
- 2006: Elevations (Steve Shehan) (Safar Éditions)
- 2006: Conspiracy Theories (Phil Miller’s In Cahoots) (Crescent Discs)
- 2010: Le Triomphe de l’Amour (Areski Belkacem) (Universal)
- 2014: Impressionist Symphony (Clearlight) (Gonzo Multimedia)
- 2017 : Jésus de Nazareth à Jérusalem (Pascal Obispo) CD BO du spectacle (Sony)
- 2017 : Bledi (Hend Zouari) (Diwan Musik Company)
- 2017 : Tara (Jan Schumacher) CD Jazzenvue
- 2018 : Bô,le Voyage Musical (Catherine Lara) CD BO du spectacle (Warner)

## Фильмография
- 196: Chappaqua by Conrad Rooks (music by Ravi Shankar)
- 1968: Les Idoles by Marc’O (music by Stéphane Vilar and Patrick Greussay)
- 1972: Continental Circus by Jérôme Laperrousaz (with Gong)
- 1972: Le Grand Départ by Martial Raysse (with Gong)
- 1992: 1492 : Christophe Colomb by Ridley Scott (music by Vangelis)
- 1999: Les Quatre Saisons d’Espigoule by Christian Philibert (music by Michel Korb)
- 2005: «Kirikou et les Bêtes sauvages» de Michel Ocelot (music Manu Dibango)
- 2006: Sa Majesté Minor by Jean-Jacques Annaud (music by Javier Navarreté)
- 2010: The Lady by Luc Besson (music by Éric Serra)
- 2013 : La danza de la realidad de Alejandro Jodorowsky (musique Adan Jodorowsky)
- 2015: Romantic Warriors III: Canterbury Tales (DVD)